# Secolo d'oro olandese

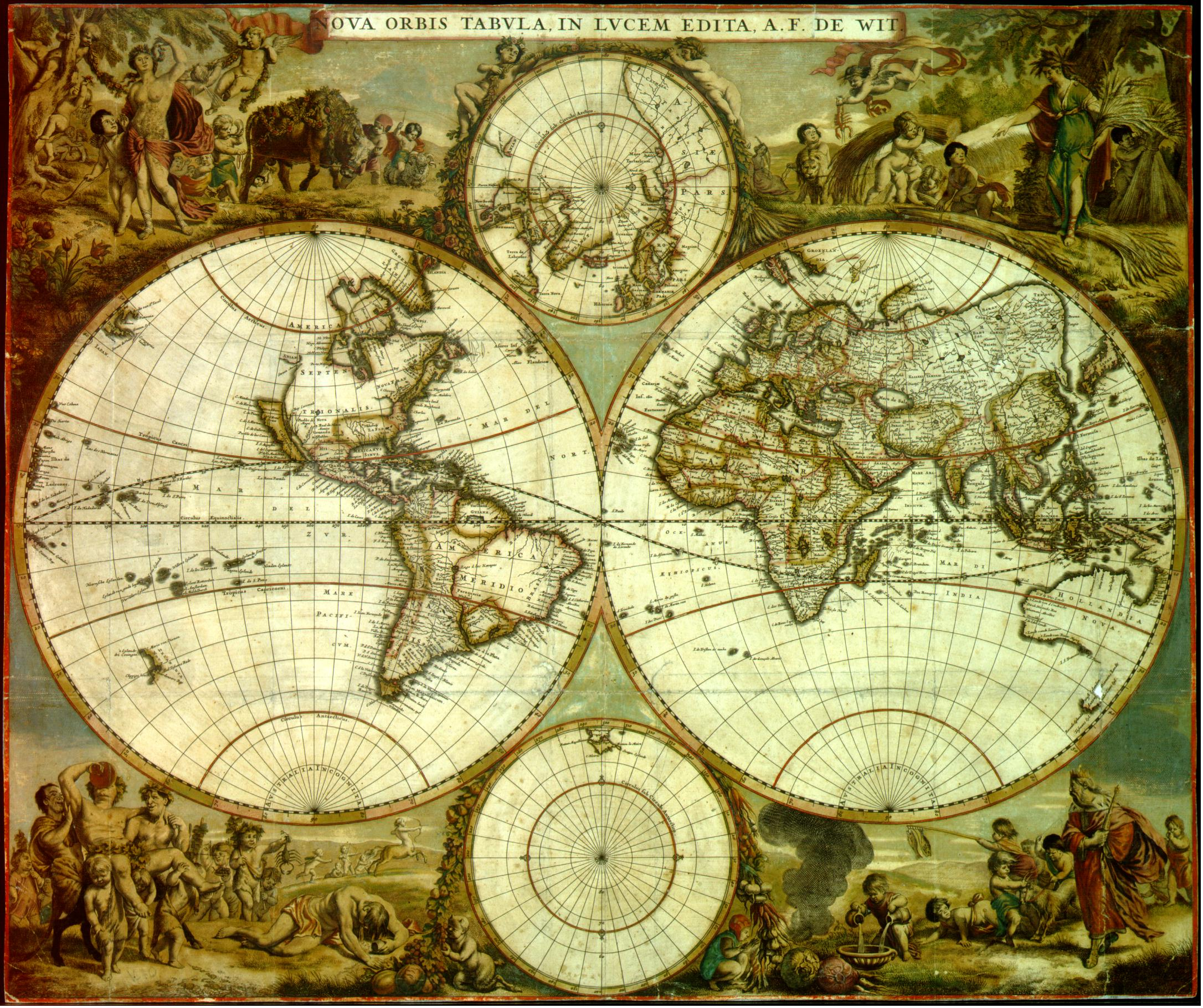
Carta del mondo realizzata da Frederik de Wit nel 1662 al culmine del secolo d'oro olandese, simboleggia il ruolo pionieristico in campo economico, scientifico, culturale e artistico della Repubblica delle Sette Province Unite.

Il Secolo d'oro (Gouden eeuw; /'xʌʊ̯dən e:w/ in olandese) è un periodo nella storia dei Paesi Bassi che corrisponde più o meno al XVII secolo, durante il quale il commercio, le scienze e le arti olandesi furono tra le più acclamate in Europa e nel mondo occidentale.

## Origini
Nel 1568 le Sette Province che avevano firmato il trattato dell'Unione di Utrecht diedero inizio a una ribellione contro Filippo II di Spagna che portò alla Guerra degli ottant'anni. Prima che i Paesi Bassi potessero essere riconquistati completamente, scoppiò la guerra tra Inghilterra e Spagna, che costrinse le truppe spagnole di Filippo II a interrompere la loro avanzata. Nel frattempo l'esercito di Filippo aveva però riconquistato le importanti città commerciali di Bruges e Gand. Anversa, a quell'epoca uno dei porti più importanti del mondo, cadde il 17 agosto 1585 e ciò significò la fine della Guerra degli Ottant'anni per quelli che da quel momento in poi furono i Paesi Bassi meridionali (che corrispondono più o meno al Belgio moderno). La Repubblica delle Sette Province Unite (gli attuali Paesi Bassi) continuò invece a combattere fino al 1648, quando la Pace di Vestfalia pose fine a decenni di combattimenti dopo che diverse sconfitte spagnole più recenti, come quella nella battaglia di Rocroi (1643), avevano decisamente ridimensionato le prospettive militari e strategiche del regno iberico. A conti fatti, al momento della pace del 1648 e del riconoscimento dell'indipendenza le Province Unite erano già diventate una grande potenza commerciale e coloniale e lo sarebbero rimasti per tutto il XVII secolo.
La perdita definitiva dei Paesi Bassi meridionali provocò la fuga dei ricchi mercanti calvinisti verso il nord. Molti fuggirono ad Amsterdam, che a quel tempo era un piccolo porto, ma nel XVII secolo si trasformò rapidamente in uno dei più importanti porti del mondo. L'esodo può essere descritto come la "creazione di una nuova Anversa". Questa immigrazione di massa dalle Fiandre e dal Brabante fu un'importante forza propulsiva del Secolo d'oro olandese.
Oltre all'immigrazione di massa dai Paesi Bassi meridionali, si verificò anche un altro massiccio flusso migratorio di perseguitati religiosi, in particolare gli ebrei sefarditi dal Portogallo e dalla Spagna e poi gli Ugonotti dalla Francia.
Anche altri fattori contribuirono a far fiorire il commercio, l'industria, le arti e le scienze in questo periodo. Una condizione necessaria di questo sviluppo fu la presenza di energia a basso costo, prodotta dai mulini a vento e con la torba, che poteva essere trasportata facilmente sui canali fino alle città. L'invenzione delle segherie permise la costruzione di una grande flotta di navi, necessaria per commerciare in tutto il mondo e per difendere con mezzi militari gli interessi commerciali della repubblica olandese.

### Ricchezza

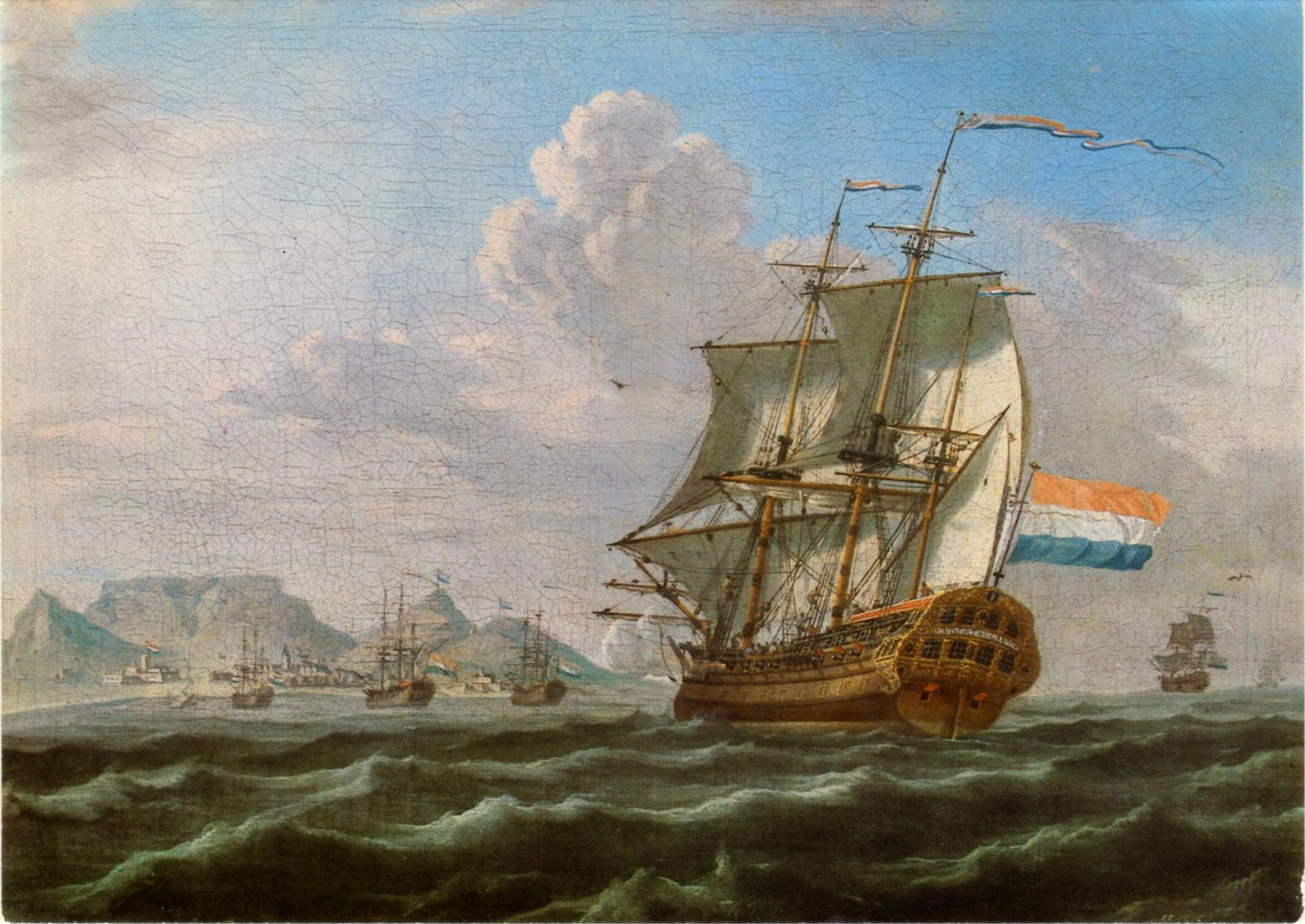
Un vascello della Compagnia olandese delle Indie orientali in arrivo a Città del Capo

Per gran parte del XVII secolo gli olandesi, tradizionalmente abili marinai e cartografi, dominarono il commercio mondiale. Tale posizione prima era stata occupata dai portoghesi e dagli spagnoli e in seguito sarebbe stata occupata dall'Inghilterra (poi Regno Unito), dopo una lunga competizione culminata in varie Guerre anglo-olandesi (combattute principalmente sul mare). Tali guerre comunque non furono l'unica causa del declino olandese.
Nel 1602 fu fondata la Compagnia Olandese delle Indie Orientali (in olandese: Vereenigde Oostindische Compagnie o VOC), la prima multinazionale mai creata. Questa compagnia ottenne il monopolio olandese sul commercio asiatico e lo mantenne per due secoli. Diventò la più grande impresa commerciale del XVII secolo. Le spezie erano importate in gran quantità e portavano grandi profitti, a causa degli impegni e dei rischi assunti e di una domanda che sembrava insaziabile. Nel 1609 fu fondata la Borsa di Amsterdam, un secolo prima della sua omologa inglese.
A partire più o meno dal 1640, la Compagnia Olandese delle Indie Orientali (VOC) deteneva il monopolio del commercio con il Giappone, con il suo porto commerciale sull'isola di Dejima. Quest'isola si trova vicino a Nagasaki e misura solo 15 000 metri quadrati. Fino al 1854, gli olandesi furono l'unica finestra del Giappone sul mondo occidentale. Le scienze e i prodotti occidentali furono introdotti nel Giappone e i contatti così stabiliti portarono al cosiddetto Rangaku o "Studi Olandesi". Gli olandesi furono strumentali alla trasmissione del sapere della rivoluzione industriale e scientifica che era in corso in Occidente. I giapponesi compravano e traducevano dall'olandese testi scientifici da cui ricavavano curiosità e prodotti occidentali (come gli orologi) e scoprirono varie innovazioni occidentali (come le dimostrazioni dei fenomeni elettrici e il volo di un pallone ad aria calda all'inizio del XIX secolo). Nei secoli XVII e XVIII gli olandesi erano la nazione europea più ricca economicamente e più avanzata scientificamente, il che la poneva in una posizione privilegiata nella trasmissione delle conoscenze occidentali al Giappone.

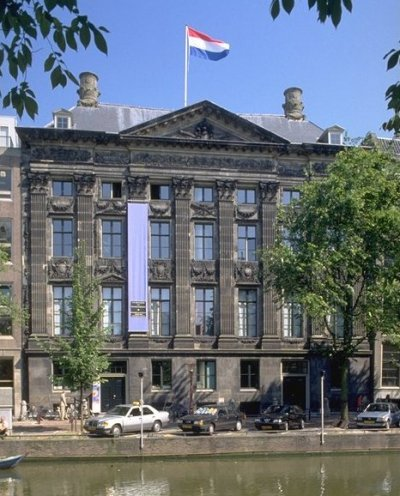
La Trippenhuis ad Amsterdam

Gli olandesi dominavano anche il commercio tra i paesi europei. I Paesi Bassi erano situati in una posizione favorevole, all'incrocio delle rotte commerciali in direzione est-ovest e nord-sud e, attraverso il fiume Reno, erano collegati a un grande hinterland tedesco. I mercanti olandesi inviavano navi cariche di vino dalla Francia e dal Portogallo alla regione baltica e tornavano con grano destinato ai Paesi del Mediterraneo. Verso il 1680 una media di quasi mille navi olandesi entravano nel Mar Baltico ogni anno. I fratelli Trip, mercanti di armi, costruirono la Trippenhuis ad Amsterdam, oggi sede della Reale Accademia Olandese delle Arti e delle Scienze, un tipico esempio di architettura del XVII secolo.
Anche le industrie nazionali si espandevano. Cantieri navali e raffinerie di zucchero furono i primi esempi. Visto che veniva usata sempre più terra, in parte ottenuta trasformando i laghi in polder, crebbe moltissimo la produzione locale di grano, insieme al numero di fattorie-caseifici.
Solo una minima parte della ricchezza olandese derivava direttamente dal commercio degli schiavi, ciononostante esiste una stretta connessione tra tale commercio e il Secolo d'oro. Nel 1619 gli olandesi cominciarono la tratta atlantica tra l'Africa e l'America, diventando verso il 1650 il principale stato europeo in questo commercio, una posizione poi assunta dalla Gran Bretagna intorno al 1700. Il porto della città di Amsterdam era la capitale europea della schiavitù, il che aiutava anche gli stati vicini a gestire il commercio degli schiavi (fino a 10 000 navi negriere furono associate al porto).
Il fiorente commercio olandese produsse un'ampia, ricca classe mercantile. La nuova prosperità portò maggiore attenzione alla promozione delle arti visive, della letteratura e della scienza.

### Coscienza nazionale
L'esito della rivolta contro la Spagna, meglio conosciuta come la Guerra degli ottant'anni, combattuta per la libertà religiosa e l'indipendenza economica e politica, conclusasi con la totale indipendenza delle province settentrionali riformate (vedi anche Repubblica delle Sette Province Unite), quasi certamente diede una spinta alla formazione della coscienza nazionale. Questo processo era già in gran parte completato quando nel 1609 fu firmata una tregua provvisoria con la Spagna, che sarebbe durata dodici anni.

## Struttura sociale

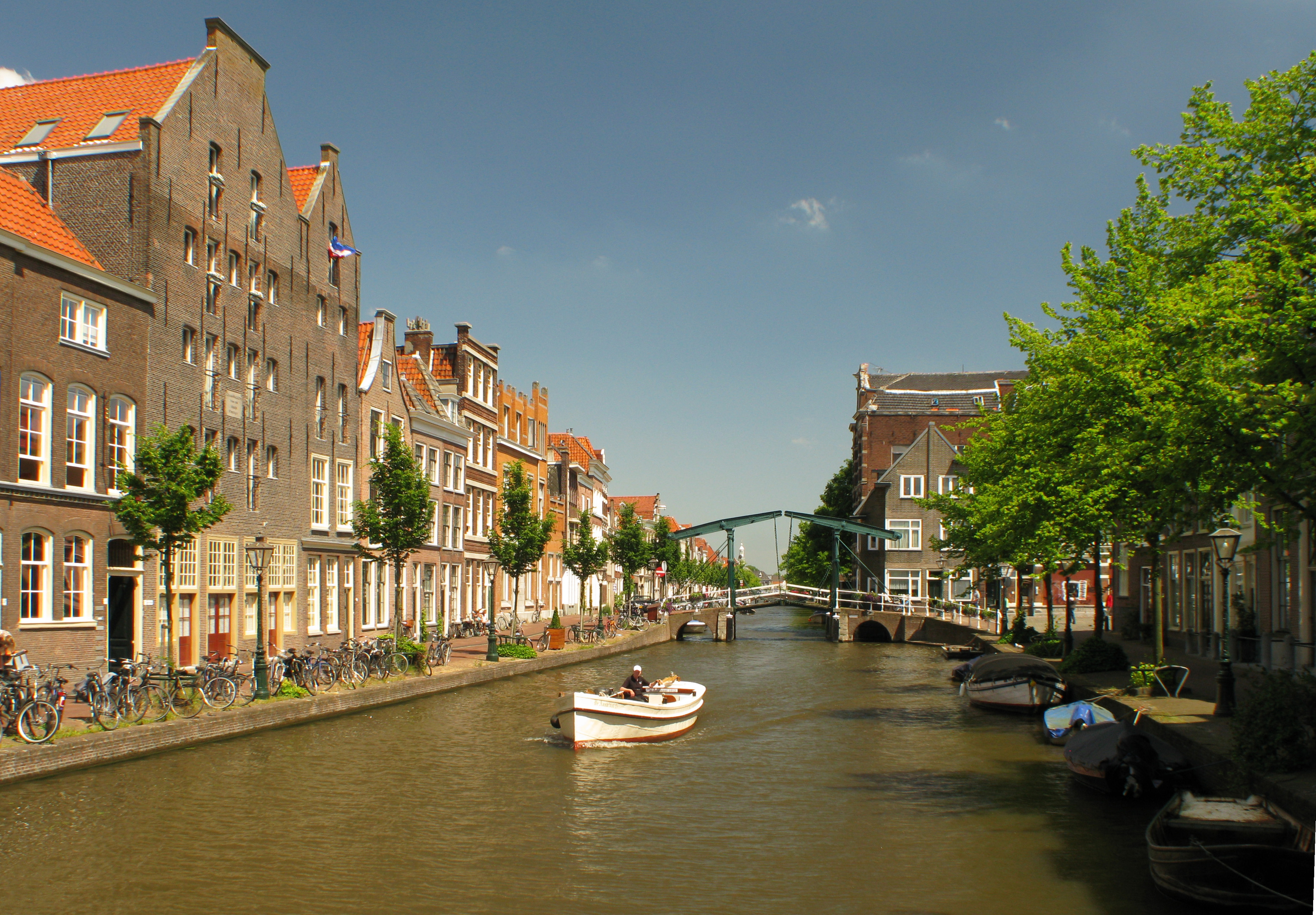
Canale con case patrizie a Leida

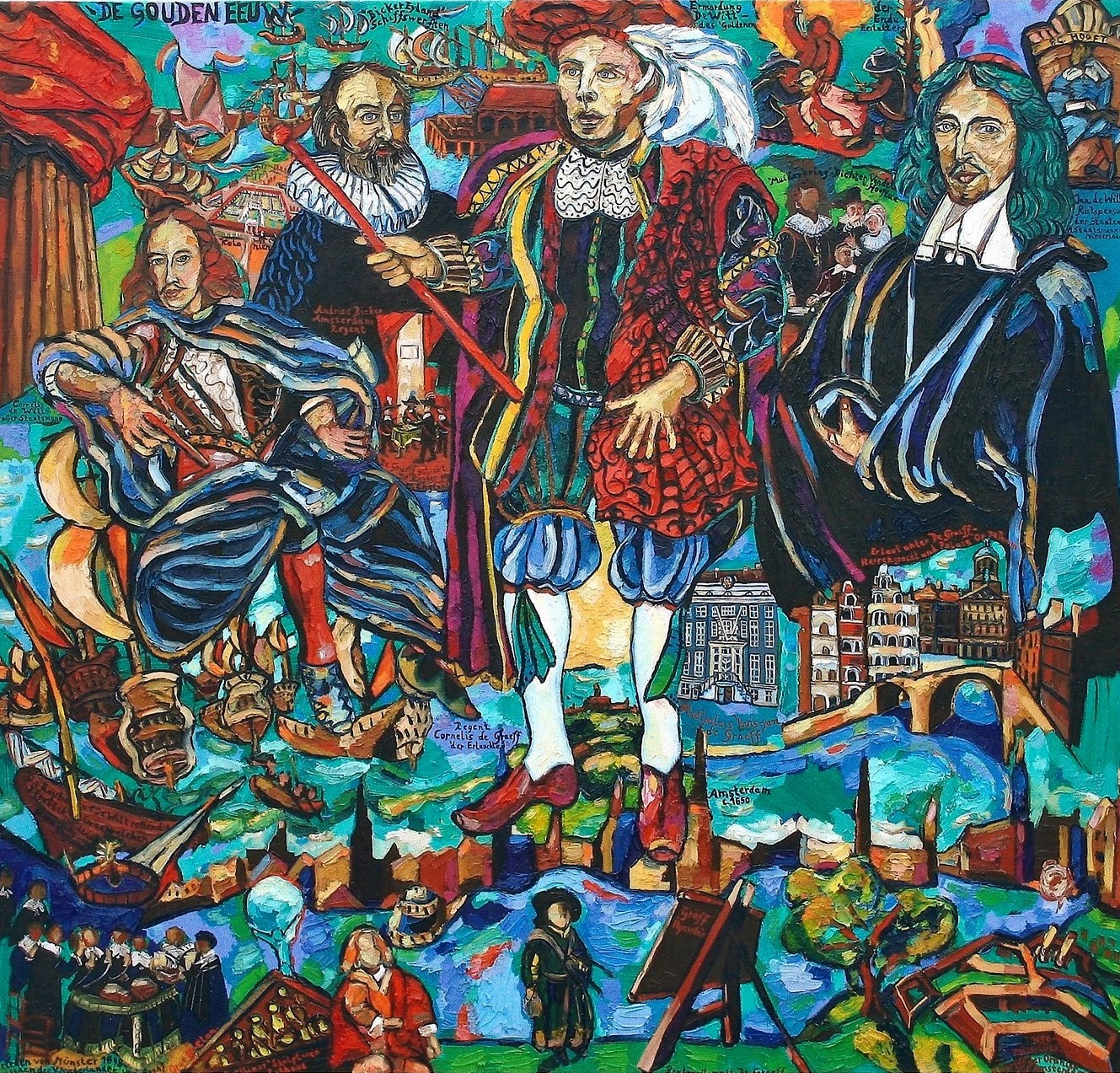
Dipinto storico "De Gouden eeuw" sulla famiglia De Graeff nel Secolo d'oro olandese. I protagonisti vengono mostrati intorno a Cornelis de Graeff (centrale) e ai suoi parenti Johan de Witt (giusto), Cornelis de Witt (sinistra) e Andries Bicker (secondo da sinistra), nonché ad alcuni eventi importanti di quel tempo. (dipinto di Matthias Laurenz Gräff, 2007)

Nei Paesi Bassi nel XVII secolo lo stato sociale di una persona era determinato soprattutto dal suo reddito. Le classi sociali esistevano ma in un modo nuovo. L'aristocrazia, o nobiltà, aveva venduto la maggior parte dei suoi privilegi alle città, dove dominavano i mercanti e il loro denaro. Neanche il clero aveva grande influenza: la Chiesa cattolica era stata più o meno soppressa durante la Guerra degli ottant'anni con la Spagna. Il nuovo movimento protestante era diviso. La situazione era diversa nei paesi vicini, dove lo status sociale era ancora largamente determinato dalla nascita e sarebbe stato così fino alla Rivoluzione francese del 1789.
Ciò non significa che gli aristocratici non avessero uno stato sociale. Al contrario, significava piuttosto che i ricchi mercanti entrarono a far parte della nobiltà acquisendo proprietà immobiliari e comprando un blasone e un sigillo. Gli aristocratici si mescolavano con i membri delle altre classi per mantenersi come meglio potevano. Spesso sposavano le figlie dei ricchi mercanti, diventavano mercanti essi stessi o intraprendevano una carriera pubblica o militare per guadagnarsi da vivere. Anche i mercanti cominciarono a considerare le cariche pubbliche come uno strumento per ottenere maggiore potere economico e prestigio. Le università diventarono la porta per iniziare una carriera di funzionario pubblico. I ricchi mercanti e gli aristocratici mandavano i loro figli a fare il cosiddetto Grand Tour ("lungo viaggio") in Europa. Spesso accompagnati da un precettore privato, preferibilmente uno scienziato, questi giovani frequentavano le università di vari Paesi europei. Questo mescolarsi di patrizi e aristocratici fu un fenomeno particolarmente accentuato nella seconda parte del secolo.

Rembrandt, Ronda di notte (1642)

Vicino agli aristocratici e ai patrizi c'era la ricca classe media, formata da ministri protestanti, avvocati, medici, piccoli commercianti e industriali e funzionari di grandi istituzioni statali. Uno status minore avevano piccoli negozianti, operai specializzati e artigiani, amministratori e agricoltori; in basso, infine, stavano operai, camerieri e servitori e altro personale di servizio.
Alla base della piramide c'erano i "poveri", quelli che Karl Marx in seguito avrebbe chiamato proletariato: contadini impoveriti, molti dei quali cercavano fortuna in città come mendicanti o come operai giornalieri. Va sottolineato che la gente che nei Paesi Bassi si ribellò contro Filippo II si dette il nome di "De Geuzen", che corrisponde alla parola francese "gueux" (pezzenti, mendicanti).
Poiché la ricchezza era importante per determinare lo status sociale, le divisioni tra le classi erano meno nette e la mobilità sociale era maggiore che altrove. Anche il calvinismo, che predica l'umiltà come virtù importante, tendeva a diminuire l'importanza delle differenze sociali. Queste tendenze si sono dimostrate particolarmente resistenti: la società olandese moderna, anche se più secolarizzata, è ancora considerata da molti molto egalitaria.

## Religione

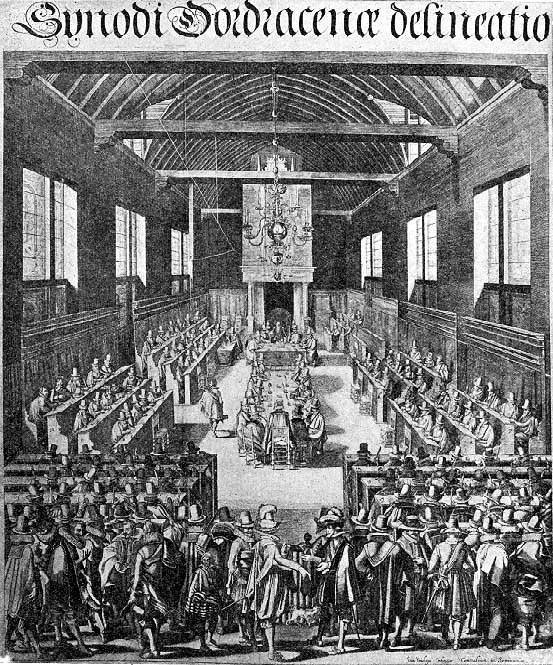
Stampa rappresentante il Sinodo di Dordrecht

Il Calvinismo era il credo predominante nei Paesi Bassi. Ciò non significa che ci fosse l'unità, anzi è vero il contrario. All'inizio del secolo il paese fu spaccato da aspre controversie tra i rigidi calvinisti e i più permissivi protestanti, noti come Rimostranti. I Rimostranti negavano la predestinazione e sostenevano la libertà di coscienza, mentre i loro più dogmatici avversari (noti come Contro-rimostranti) ottennero un'importante vittoria al Sinodo di Dordrecht (1618-1619). In definitiva, i riformisti, anche se pochi, possono essere stati un antidoto all'intolleranza.
L'Umanesimo, di matrice cristiana, di Erasmo da Rotterdam (ca. 1466-1536) fu un importante sostenitore, aveva preso piede e determinò in parte quel clima di tolleranza.
Questa tolleranza non fu facile da sostenere nei confronti dei cattolici, visto che la religione aveva giocato un ruolo importante nella Guerra degli ottant'anni, guerra che aveva portato all'indipendenza dalla Spagna (altre cause importanti della guerra erano state la libertà economica e la libertà politica). Le inclinazioni ostili però potevano essere superate con il denaro. Così i cattolici potevano comprare il privilegio di celebrare cerimonie in una conventicola (una casa che faceva anche da chiesa, con discrezione), ma le cariche pubbliche erano fuori discussione. In ogni città i cattolici tendevano a tenersi da parte nel loro quartiere (per esempio, il pittore cattolico Johannes Vermeer viveva nell'"angolo papista" della città di Delft). Lo stesso avveniva per gli anabattisti e gli ebrei.
In generale, il livello di tolleranza era abbastanza alto da attirare rifugiati religiosi da altri paesi, in particolare i mercanti ebrei dal Portogallo, che portarono molta ricchezza con sé. La revoca dell'Editto di Nantes in Francia (1685) ebbe come conseguenza l'immigrazione di molti ugonotti francesi, molti dei quali erano negozianti o scienziati. Però era una tolleranza limitata, come avrebbe scoperto a proprie spese il filosofo Baruch de Spinoza (1632-1677).

## Scienza

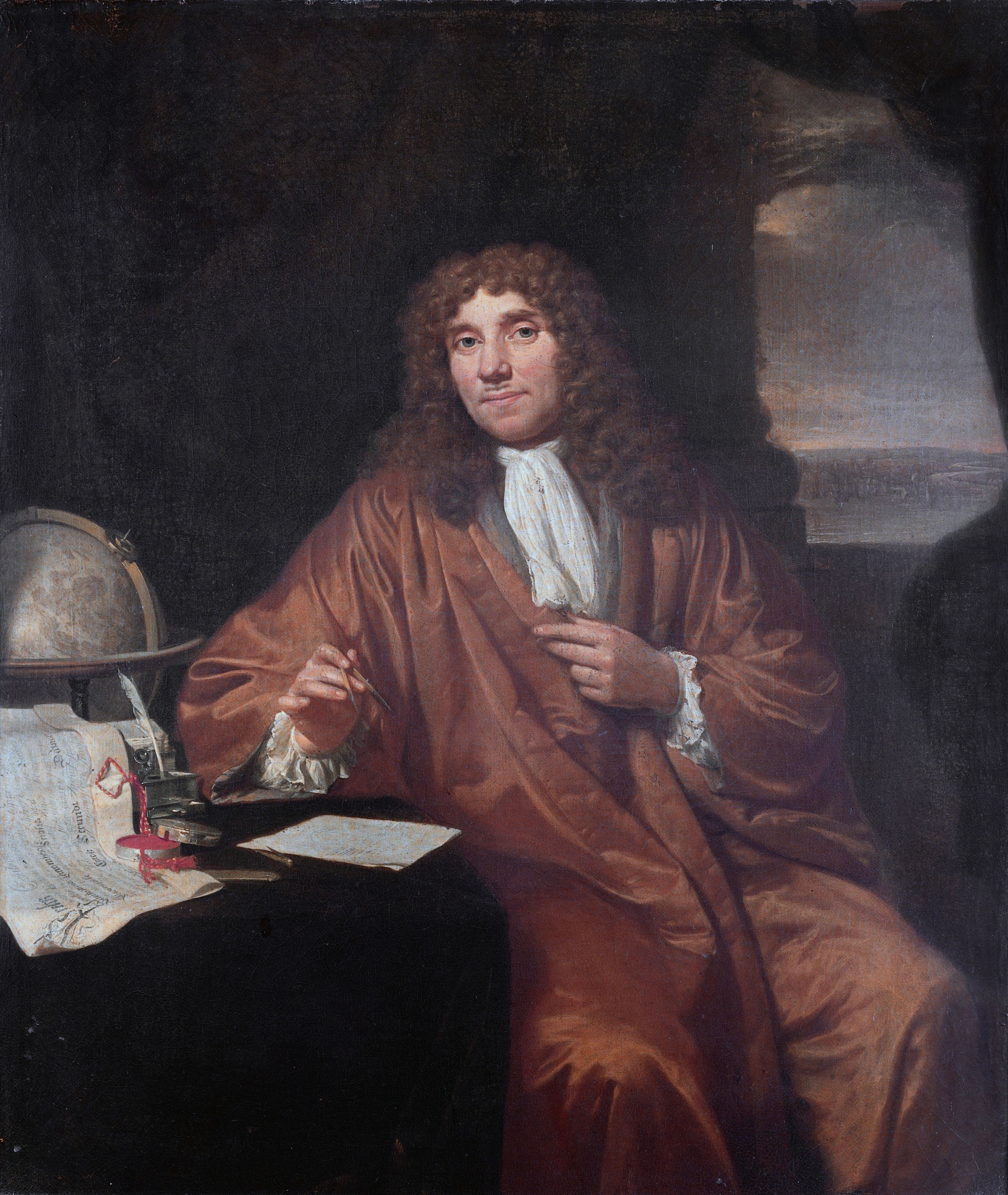
Antoni van Leeuwenhoek

Grazie al clima di tolleranza intellettuale la Repubblica olandese attirava scienziati e altri pensatori da tutta l'Europa. In particolare la rinomata Università di Leida (fondata nel 1575 dallo stadtholder olandese, Guglielmo I d'Orange, come segno di gratitudine per la fiera resistenza di Leida contro la Spagna durante la Guerra degli ottant'anni) diventò un luogo di riunione di questi intellettuali. Per esempio, il filosofo francese Cartesio visse a Leida dal 1628 al 1649.
Gli avvocati olandesi erano famosi per la loro conoscenza del diritto internazionale della navigazione e del diritto commerciale. Ugo Grozio (1583–1645) pose le basi del diritto internazionale. Grozio inventò il concetto di libertà dei mari o Mare liberum, che fu duramente contestato dall'Inghilterra, il principale rivale dei Paesi Bassi nella lotta per il dominio del commercio mondiale. Grozio formulò anche leggi relative ai conflitti tra le nazioni nel suo libro De iure belli ac pacis (Le leggi della guerra e della pace).
Christiaan Huygens (1629–1695) fu un famoso matematico, fisico e astronomo. Inventò l'orologio a pendolo, invenzione che rappresentò un importante passo avanti per calcolare lo scorrere del tempo. Tra i suoi contributi in astronomia ricordiamo la sua spiegazione degli Anelli di Saturno. Importanti sono anche le sue scoperte nel campo dell'ottica. Lo scienziato olandese più famoso nel campo dell'ottica è certamente Antoni van Leeuwenhoek, che inventò o migliorò notevolmente il microscopio e fu il primo a studiare metodicamente la vita microscopica, gettando così le basi della microbiologia.
Il famoso ingegnere idraulico Jan Leeghwater (1575–1650) ottenne importanti vittorie nell'eterna battaglia dei Paesi Bassi contro il mare. Leeghwater aggiunse una considerevole quantità di terra alla repubblica convertendo diversi grandi laghi in polder, pompando tutta l'acqua con i mulini a vento.
Sempre grazie al clima di tolleranza, in Olanda fiorivano gli stampatori di libri. Molti libri sulla religione, sulla filosofia e sulla scienza che altrove sarebbero stati giudicati controversi venivano stampati nei Paesi Bassi ed esportati segretamente in altri paesi. Così nel XVII secolo la Repubblica Olandese diventò la casa editrice dell'intera l'Europa.

### Cartografia

Nova totius terrarum orbis geographica ac hydrographica tabula, Amsterdam 1635

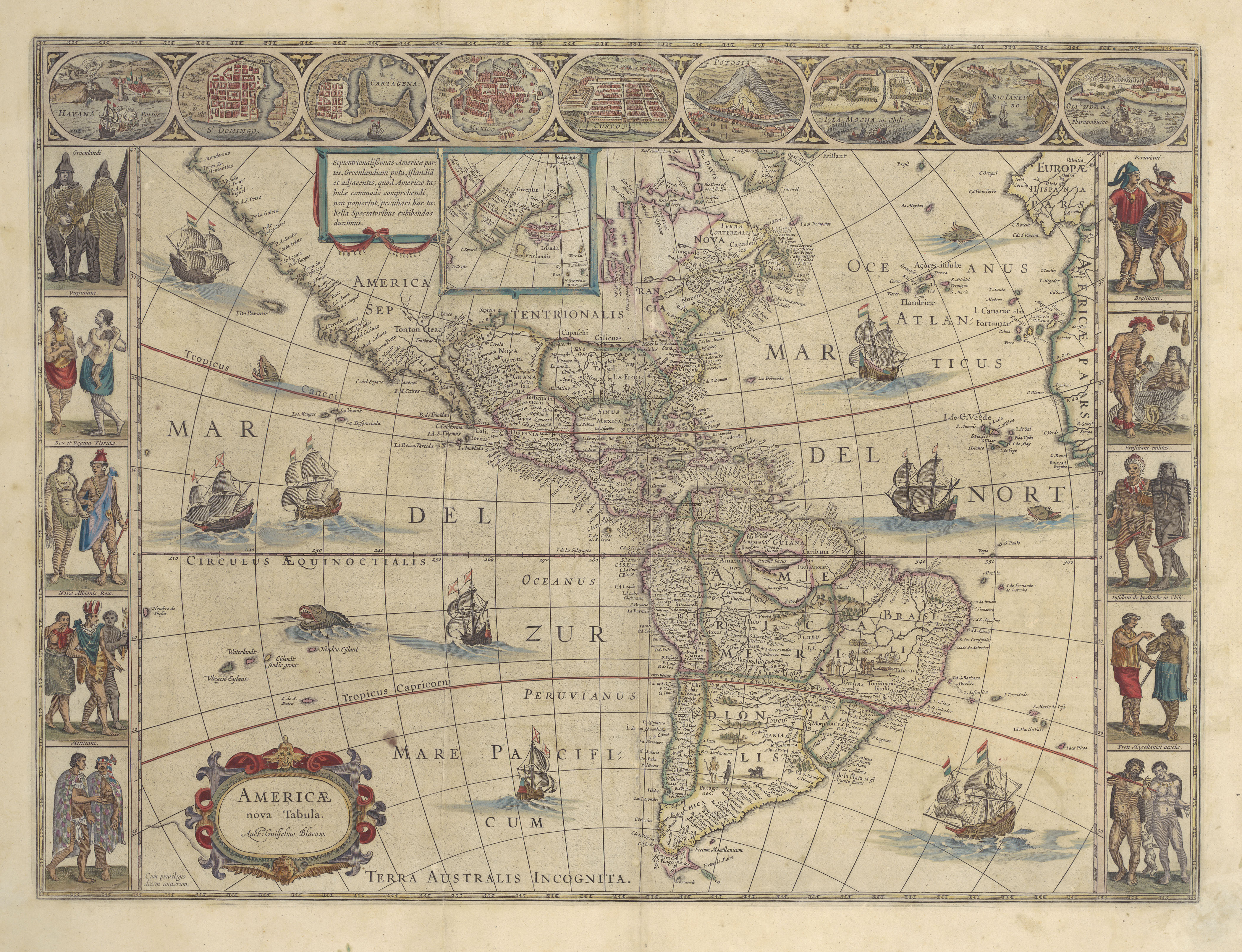
Americae Nova Tabula, Amsterdam 1614

Il Secolo d'oro olandese fu un periodo di grande fioritura in svariati campi, tra cui la cartografia. In quest'epoca, gli Olandesi si imposero come leader mondiali nella produzione di mappe, grazie a una serie di fattori che includevano progressi tecnologici, nuove conoscenze geografiche, un'elevata domanda e un mercato favorevole.
Le mappe olandesi del Secolo d'Oro erano rinomate per la loro precisione e l'attenzione ai dettagli, frutto di strumenti innovativi e tecniche di rilevazione avanzate. Erano spesso decorate con elaborate incisioni e illustrazioni, che le rendevano non solo strumenti pratici, ma anche opere d'arte di grande valore. Venivano prodotte mappe di ogni tipo, da quelle nautiche a quelle celesti, da quelle regionali a quelle globali, soddisfacendo le esigenze di navigatori, studiosi e collezionisti.
Fattori di successo:
- Progressi tecnologici: Lo sviluppo di strumenti come il compasso proporzionale, il sestante e il planisfero migliorò la precisione delle rilevazioni, mentre le tecniche di stampa permisero la produzione di mappe di alta qualità su larga scala.
- Conoscenze geografiche: Le spedizioni olandesi in tutto il mondo portarono alla luce nuove conoscenze geografiche che vennero poi integrate nelle mappe. Inoltre, un vivace scambio di informazioni tra cartografi, scienziati e viaggiatori contribuì all'avanzamento della conoscenza geografica.
- Domanda e mercato: L'espansione del commercio olandese con l'Asia e altre regioni del mondo creò una forte domanda di mappe precise e aggiornate per la navigazione e il commercio. Inoltre, le mappe divennero anche oggetti da collezione apprezzati da studiosi, ricchi mercanti e appassionati.

Cartografi principali:
- Willem Blaeu: Produsse un vasto atlante del mondo in 11 volumi, considerato uno dei più importanti della storia.
- Hessel Gerritsz: Famoso per le sue mappe del Mare Artico e della Groenlandia, basate sulle sue spedizioni esplorative.
- Joan Blaeu: Figlio di Willem Blaeu, continuò l'attività del padre e contribuì ad espandere l'atlante di famiglia.

La cartografia del Secolo d'Oro Olandese ha avuto un'influenza profonda sulla conoscenza geografica del mondo e ha contribuito allo sviluppo della scienza della cartografia. Le mappe di questo periodo sono ancora oggi considerate opere di grande valore storico e artistico.
Oltre all'aspetto scientifico e artistico, la cartografia olandese del Secolo d'Oro aveva anche un ruolo politico: Le mappe erano spesso utilizzate per scopi politici e propagandistici, per sottolineare la potenza e l'influenza della Repubblica Olandese.

## Cultura
Nei Paesi Bassi si verificò uno sviluppo culturale notevolmente diverso rispetto agli stati vicini. A parte qualche eccezione (in particolare il drammaturgo olandese Joost van den Vondel), il movimento Barocco non ebbe grande influenza. Le sue esuberanze mal si adattavano all'austerità della popolazione, che era in gran parte calvinista.
La forza più notevole che determinò i nuovi sviluppi era rappresentata dai cittadini, in particolare nelle province occidentali: prima e soprattutto l'Olanda, in misura minore la Zelanda e Utrecht. Negli altri stati spesso gli aristocratici ricchi erano mecenati e protettori delle arti, invece nei Paesi Bassi, visto che gli aristocratici erano praticamente assenti, questo ruolo fu svolto dai mercanti ricchi e da altri borghesi.
Centri di attività culturale furono le associazioni cittadine (in olandese schutterij) e le camere di retorica (in olandese rederijkerskamer). Le prime furono create per la difesa della città e con funzioni di polizia urbana, ma fungevano anche da luogo di ritrovo per i cittadini benestanti, che erano orgogliosi di avere un ruolo importante e pagavano una forte somma per vederlo tramandato ai posteri, eternato in un ritratto di gruppo, come nel quadro "La ronda di notte". Le Camere di retorica promuovevano le attività letterarie (come la poesia), il teatro e le discussioni, spesso attraverso concorsi. Le città erano orgogliose di queste istituzioni e le sostenevano economicamente.

### Pittura

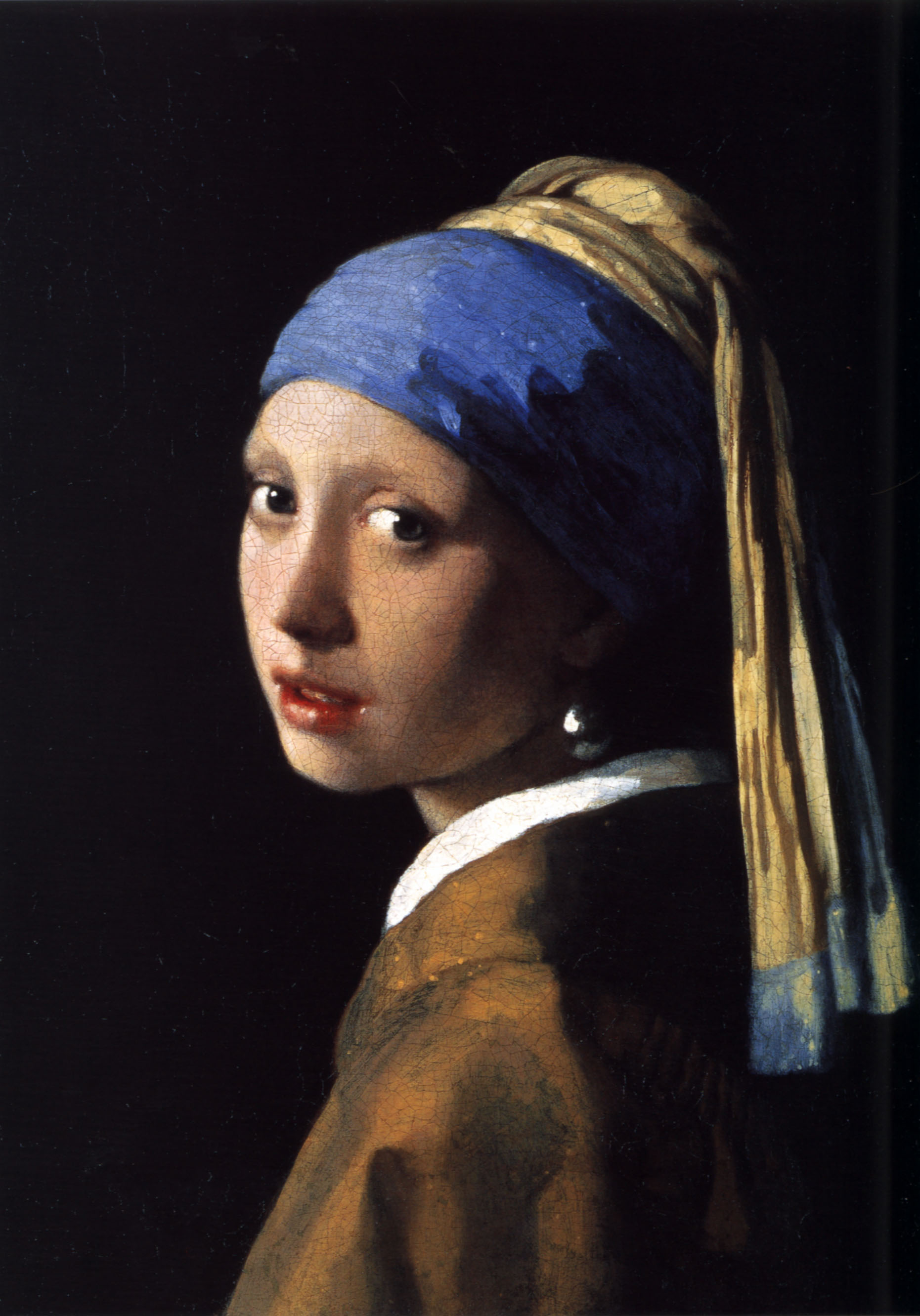
Ragazza col turbante di Johannes Vermeer (L'Aia, Mauritshuis).

La pittura del Secolo d'oro seguì molte delle tendenze che dominavano in altre parti d'Europa, come il caravaggismo e il naturalismo, ma furono i pittori olandesi a dominare i generi pittorici della natura morta, del paesaggio e delle rappresentazioni di genere. Anche la pittura storica — tradizionalmente il più elevato nella gerarchia dei generi pittorici — e il ritratto erano popolari. Il collezionismo d'arte e la pittura per il libero mercato avevano la stessa importanza che altrove, però gli storici dell'arte sottolineano il numero crescente di ricchi olandesi della classe media e dei ricchi mercanti mecenati, vera forza propulsiva che determinò la popolarità di certi soggetti pittorici.
Questa tendenza, insieme alla mancanza di mecenatismo artistico ecclesiale, che era tipico della Controriforma e dominava le arti nell'Europa cattolica, ebbe come risultato il gran numero di "scene di vita quotidiana" (genere) e altri quadri di soggetto non religioso. Paesaggi e marine, per esempio, riflettono il fenomeno della terra strappata al mare e le fonti del potere commerciale e navale che caratterizzano il Secolo d'oro della Repubblica. Un soggetto particolarmente rappresentativo del Barocco olandese è il grande ritratto di gruppo, specialmente quello delle compagnie di milizie borghesi, come La ronda di notte di Rembrandt.
Oggi i pittori più conosciuti del Secolo d'oro olandese sono la figura dominante del periodo, Rembrandt Harmenszoon van Rijn, il maestro di Delft Johannes Vermeer, l'innovativo pittore di paesaggi Jacob van Ruisdael, Cornelis Bisschop, che fu uno dei primi a dipingere immagini en trompe l'oeil e Frans Hals, che diede nuova vita al ritratto. Alcuni stili e tendenze notevoli sono il manierismo di Haarlem, il caravaggismo di Utrecht, la scuola di Delft e il classicismo olandese (in cui si distinse anche Hendrik Voogd per i suoi paesaggi romani).

### Architettura

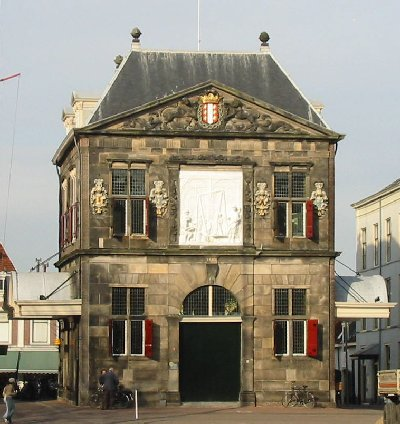
La Pesa (De Waag) a Gouda, terminata nel 1667, fu progettata dall'architetto Pieter Post (1608–1669).

Durante il Secolo d'oro l'architettura olandese raggiunse nuovi vertici. Le città si espandevano enormemente grazie alla fiorente economia. Si costruivano nuove mura cittadine, pese pubbliche e magazzini. I mercanti che avevano fatto fortuna facevano costruire una nuova casa lungo uno dei tanti nuovi canali che venivano scavati nelle città e attorno ad esse (a scopi di difesa e di trasporto), una casa con facciata decorata che si adattasse al nuovo status sociale. In campagna furono costruiti molti castelli ed edifici statali. Purtroppo molti di essi non sono sopravvissuti.
All'inizio del XVII secolo prevalevano ancora gli elementi tardo-gotici, combinati a motivi rinascimentali. Dopo alcuni decenni si affermò il classicismo francese: si accentuavano gli elementi verticali, si usava meno decorazione, si preferiva la pietra naturale ai mattoni. Negli ultimi decenni del secolo questa tendenza verso la sobrietà si accentuò. A partire più o meno dal 1670 le caratteristiche predominanti della facciata delle case erano l'entrata, decorata con pilastri su ciascun lato e possibilmente sormontata da un balcone, ma senza ulteriori elementi decorativi.
A partire dal 1595 furono commissionate delle chiese riformate, molte delle quali ancora oggi sono monumenti importanti.
I più famosi architetti del XVII secolo furono Jacob van Campen, Pieter e Maurits Post, Pieter Vingbooms, Lieven de Key, Hendrick de Keyser il Vecchio.

### Scultura

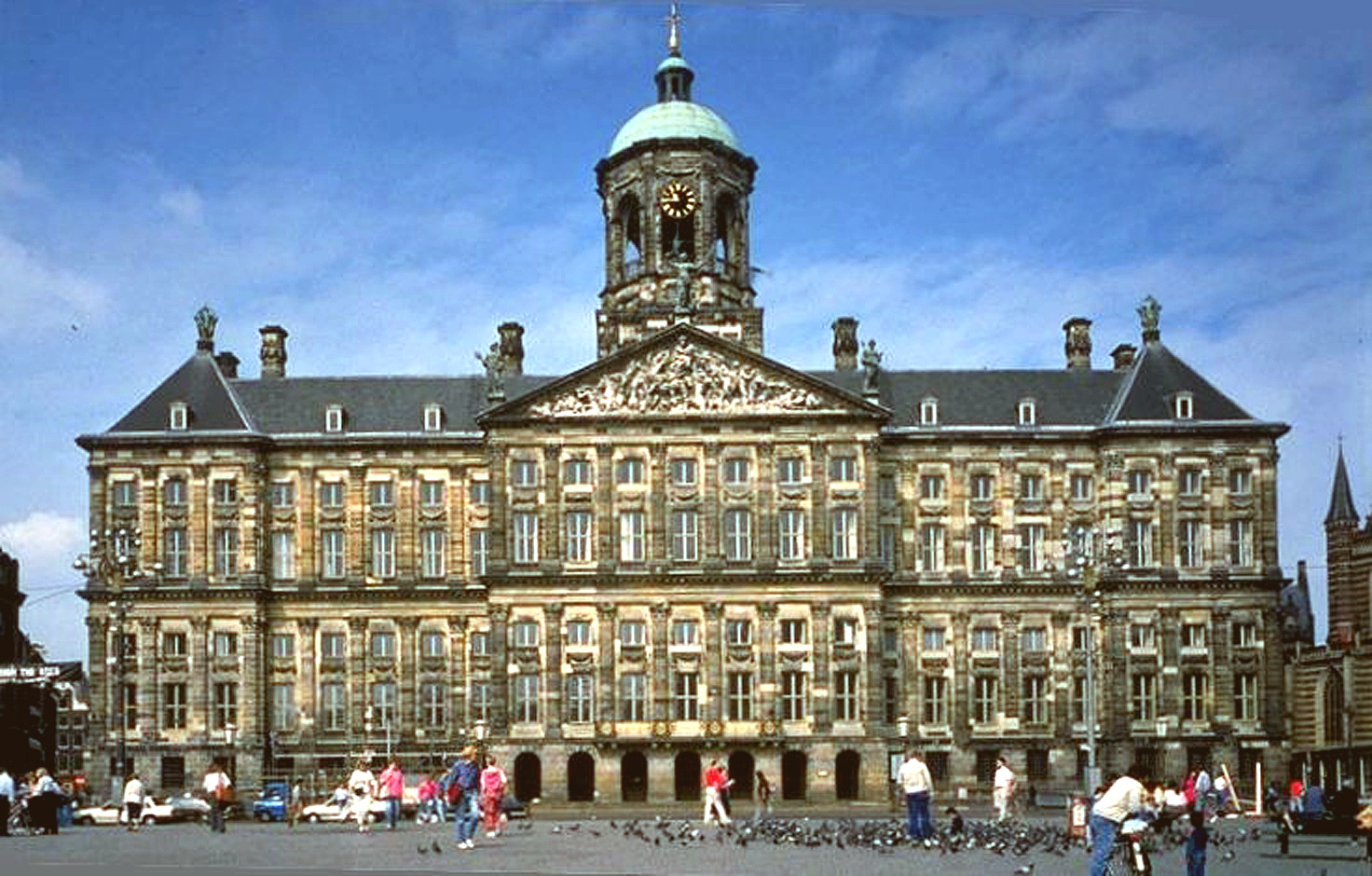
Palazzo sul Dam

La scultura olandese del XVII secolo ottenne risultati meno eclatanti rispetto alla pittura e all'architettura ed ebbe meno diffusione rispetto agli stati vicini. Un dei motivi era l'assenza di sculture all'interno delle chiese protestanti; dopo tutto, il rifiuto della pratica cattolica della venerazione era stato uno dei punti fondamentali della Riforma protestante. Un altro motivo era l'esiguità della classe nobiliare. Le sculture venivano commissionate per gli edifici governativi, per gli edifici privati (spesso come decorazione delle facciate) e per l'esterno delle chiese. Si commissionavano anche sculture funerarie e busti.
Hendrick de Keyser, attivo all'inizio del Secolo d'oro, è uno dei pochi scultori olandesi importanti. Negli anni '50 e '60 del 1600 lo scultore fiammingo Artus Quellinus il Vecchio, insieme ad altri membri della famiglia Quellinus e ai suoi seguaci, come Rombout Verhulst, realizzarono le decorazioni classicheggianti del "Palazzo sul Dam" (in olandese "Paleis op de Dam"), oggi Palazzo Reale di Amsterdam. Questo è il più importante monumento nella scultura del Secolo d'oro olandese.